# Bodo Zehner
Bodo Zehner (* 24. Juni 1959 in Wiesbaden) ist ein ehemaliger deutscher Radrennfahrer und nationaler Meister im Radsport.

## Sportliche Laufbahn
Zehner war im Bahnradsport aktiv. 1981 gewann er die nationale Meisterschaft in der Mannschaftsverfolgung mit der RSG Wiesbaden. Mit ihm holten Reinhold Kleebaum, Roland Günther und Robert Schmidt die Meisterschaft. 1982 verteidigte dieser Vierer den Titel. 1983 waren Reinhold Kleebaum, Günter Kobek, Roland Günther und Bodo Zehner im Meisterschaftsrennen erfolgreich. 1982 wurde er Vize-Meister in der Einerverfolgung hinter Jörg Echtermann. In der Mannschaftsverfolgung wurde Zehner 1979 und 1984 Vizemeister.
1979 konnte er mit seinem Partner Jörg Echtermann das Sechstagerennen für Amateure in München gewinnen.